# Flávio (football)
Pour les articles homonymes, voir Flavio.
Flávio Pinto de Souza dit Flávio, est un footballeur brésilien né le 12 mars 1980 à Niterói (Brésil). 
Il évolue au poste d'arrière-droit ou de milieu de terrain défensif. 

## Carrière
- 2000-2002 :  Fluminense
- 2003 :  Tchernomorets Novorossiisk
- 2004-2005 :  Santos FC
- 2006 :  Figueirense
- 2007 :  Botafogo
- 2007-2009 :  Asteras
- 2009 :  Aris Salonique
- 2010 :  Larissa[1]

## Palmarès
- Champion de l'État de Rio de Janeiro en 2002 avec Fluminense
- Champion du Brésil en 2004 avec Santos
- Champion de l'Etat de Santa Catarina en 2006 avec Figueirense